# Hyllus manensis
Hyllus manensis är en spindelart som beskrevs av Embrik Strand 1906. Hyllus manensis ingår i släktet Hyllus och familjen hoppspindlar. Inga underarter finns listade i Catalogue of Life.